# Kosovska rijeka
Kosovska rijeka je rječica u BiH.
Kosovska rijeka teče cijelim tokom kroz Federaciju BiH. Lijeva je pritoka Drine. Izvire kod Kunduka. Teče pored Mravljače, Kosova, Ligata. U nju se ulijeva Ligački potok. Zadnje kilometre uz Kosovsku rijeku prolazi lokalna cesta Ustikolina - Delijaš. 
Kosovska rijeka ulijeva se u Drinu kod Ustikoline. Ustikolina se pruža duž Drine i stambeni dio završava s Kosovskom rijekom.
Kosovska rijeka povremeno nabuja i poplavi lokalne puteve, ošteti gazeći sloj i onemogući prometovanje putničkih vozila. Radi zaštite od poplava i Svjetska banka surađuje na pripremi projekta u kojem bi se od poplava Kosovske rijeke zaštitila Ustikolina.
Kosovska rijeka, kao i Drina, Prača i Kolina, iznimno je bogata svim vrstama riječnih riba, što vikendima privlači desetke športskih ribolovaca. Poznata je drinska mladica.
U planu je izgradnja male hidroelektrane (MHE) Kosova na Kosovskoj rijeci. Planirana snaga je 380 kW, što je donji prag isplativosti, a inicijativu za njenu izgradnju pokrenulo je privredno društvo „Opes“ d.o.o. iz Sarajeva. Do 2012. Kosovska rijeka nije bila ispitana s apekta hidrologije i morfologije. Mjesno športsko ribolovno društvo dalo je povoljno mišljenje s aspekta ugroženosti vodotoka flore i faune. Osim što bi zaposlila lokalno stanovništvo, kao dio njene izgradnje sanirani bi bili putni pravci na tom području te putni pravci koji vode do same centrale. Planovi koji su uslijedili povećali su planiranu instaliranu snagu MHE na 510 kW.